# Chörau

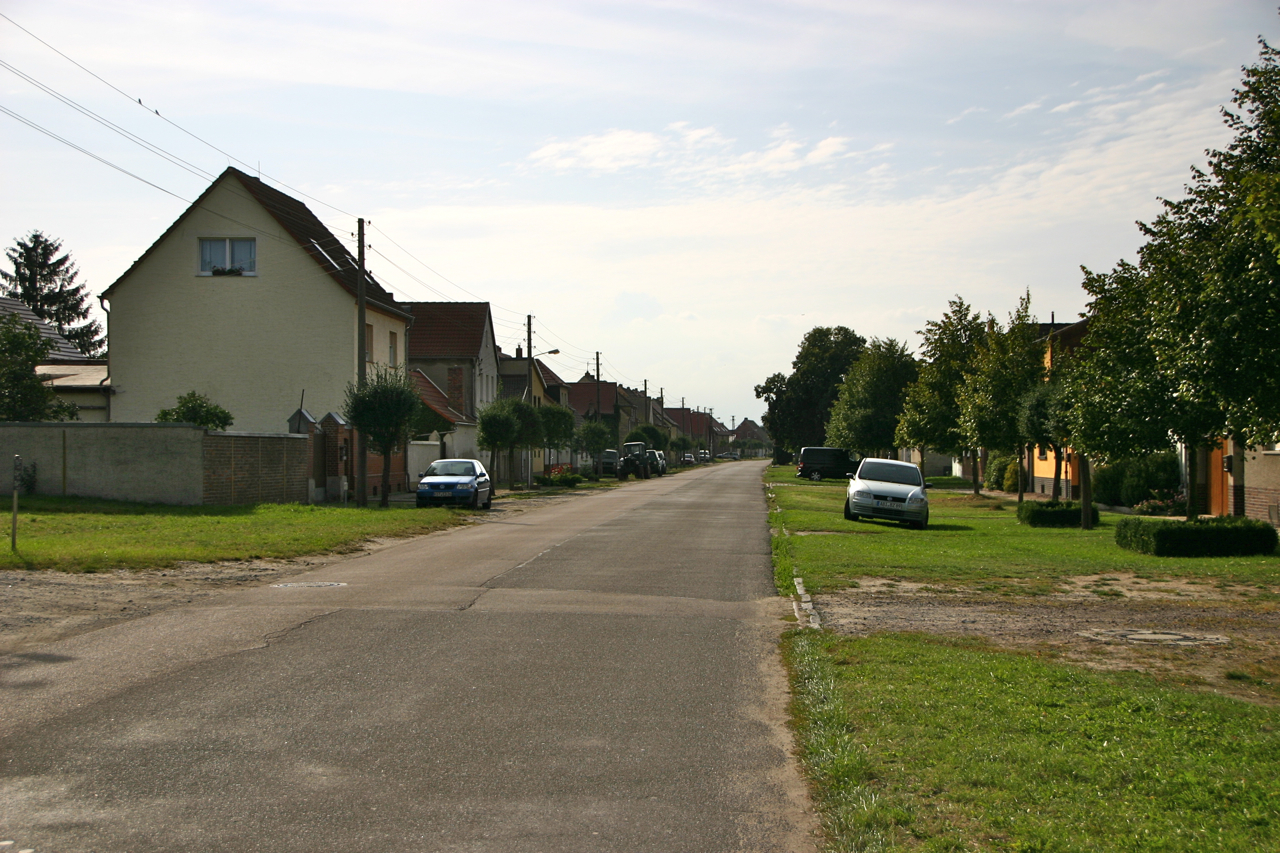
Chörau (2011)

Chörau este o comună din landul Saxonia-Anhalt, Germania.
1. ↑  GeoNames